# Bayerische C III (Ostbahn)
Die Baureihe C, später C III, war eine Lokomotive der bayerischen Ostbahn, der Königlich Bayerischen Staatseisenbahnen und der Reichsbahn.

## Beschreibung
Insgesamt wurden ab 1867 55 Exemplare dieser Lok für die Ostbahn in Bayern gebaut. Drei wurden aber 1872 im neuen Zustand an die Reichseisenbahnen in Elsaß-Lothringen verkauft und durch Neubauten mit gleicher Nummer ersetzt, so dass der Betriebsbestand 52 Stück betrug. Die fünf Serien wichen dabei in Abmessungen voneinander ab. Sie wiesen dabei größere Rost- und Heizflächen als Vorgängermaschinen der Baureihe C II auf. Zudem wurde der Antrieb auf die Mittelachse verlegt, sodass kürzere Treibstangen genügten. Auch wiesen die Fahrzeuge eine Steuerung vom Typ Allan und Dampfstrahlpumpen auf.
Die Ausmusterung begann nach 1905. 1920 waren noch 49 Maschinen übrig. Die Reichsbahn zeichnete von den 1923 noch vorhandenen 38 Exemplaren 35 um und gab ihnen die Nummern 53 7835–7864. Allerdings wurden sie 1925 nicht mehr in den aktiven Dienst übernommen. Drei Fahrzeuge waren als Reparationsleistung an die NMBS nach Belgien gegangen. Die Fahrzeuge waren mit Schlepptendern der Bauart 3 T 9 und 3 T 9,5 ausgestattet.